# Carles Riera
Carles Riera i Albert, né en 1960, est un sociologue, thérapeute et militant politique espagnol.

## Biographie
Durant les années 1980, Carles Riera est membre et porte-parole de l'Appel à la solidarité pour la défense de la langue, de la culture et de la nation catalanes, directeur de la Fundació Pere Mitjans de 1984 à 1988 et cofondateur et directeur de la Fundació Randa - Lluís Maria Xirinacs. Il a été président du Centre international Escarré pour les minorités ethniques et les nations de 2010 à 2015. Il a été fondateur et président de la Fundació Desenvolupament Comunitari de 1993 à 2015 et sociologue collaborant avec cette organisation jusqu'en 2016. Il a également été membre du Conseil International du Forum social mondial de 2002 à 2012. Il est thérapeute à L'Espai de Gestalt depuis 2010 et sociologue de la coopérative La Fàbrica depuis 2013.
Pendant les années 1980, il était membre et porte-parole de la Crida a la Solidaritat en Defensa de la Llengua, la Cultura i la Nació Catalanes. Dans les années 90, il était membre du secrétariat de l'Assemblea d'Unitat Popularet et actuellement est membre de l'organisation Endavant.
Dans les élections au Parlement de Catalogne de 2015, il a été candidat à la Candidature de l'unité populaire - Appel constituant dans la circonscription de Barcelone après avoir été élu à la onzième place. Dans les élections au Parlement de Catalogne de 2017 il apparaît comme tête de liste de la circonscription de Barcelone pour la Candidature d'unité populaire.